# Daniel Goleman
Daniel Jay Goleman (født 7. marts 1946) er en amerikansk forfatter, psykolog og videnskabsjournalist.
Han er blandt andet kendt for teorien om de 6 ledelsesstile og teorien om følelsernes intelligens.